# Lars Bjønness
Lars Bjønness, norveški veslač, * 27. julij 1963. 
Bjønness je za Norveško nastopil na Poletnih olimpijskih igrah 1988in 1992.
Obakrat je nastopil v dvojnem četvercu, ki je obakrat osvojil srebrno medaljo. V Seulu so bili njegovi soveslači Alf Hansen, Vetle Vinje ter Rolf Thorsen, v Barceloni pa je veslal skupaj s Kjetilom Undsetom, Perom Sætersdalom ter Rolfom Thorsenom.  
Poleg tega ima Bjønness s svetovnih prvenstev še dve zlati in dve srebrni medalji. Eno srebrno je osvojil z dvojnim četvercem, ostale medalje pa je osvojil v dvojnem dvojcu.